# 미셸 클러니
미셸 클루니(Michelle Clunie, 영어 발음: /ˈkluːnɪ/, 1969년 11월 7일 ~ )는 미국의 배우이다.

## 출연 작품
- 매직 마이크 (2012)
- 리빙 바스토우 (2008)
- 로스트 & 파운드 (1999)
- 유주얼 서스펙트 (1995)
- 미드나잇 런 - 제1탄 (1994)
- 스트립 댄서 (1993)
- 라스트 프라이데이 (1993)

### 텔레비전
- 메이크 잇 오어 브레이크 잇 1 (2009)
- 퀴어 애즈 포크 (2000)